# Fort Lauderdale

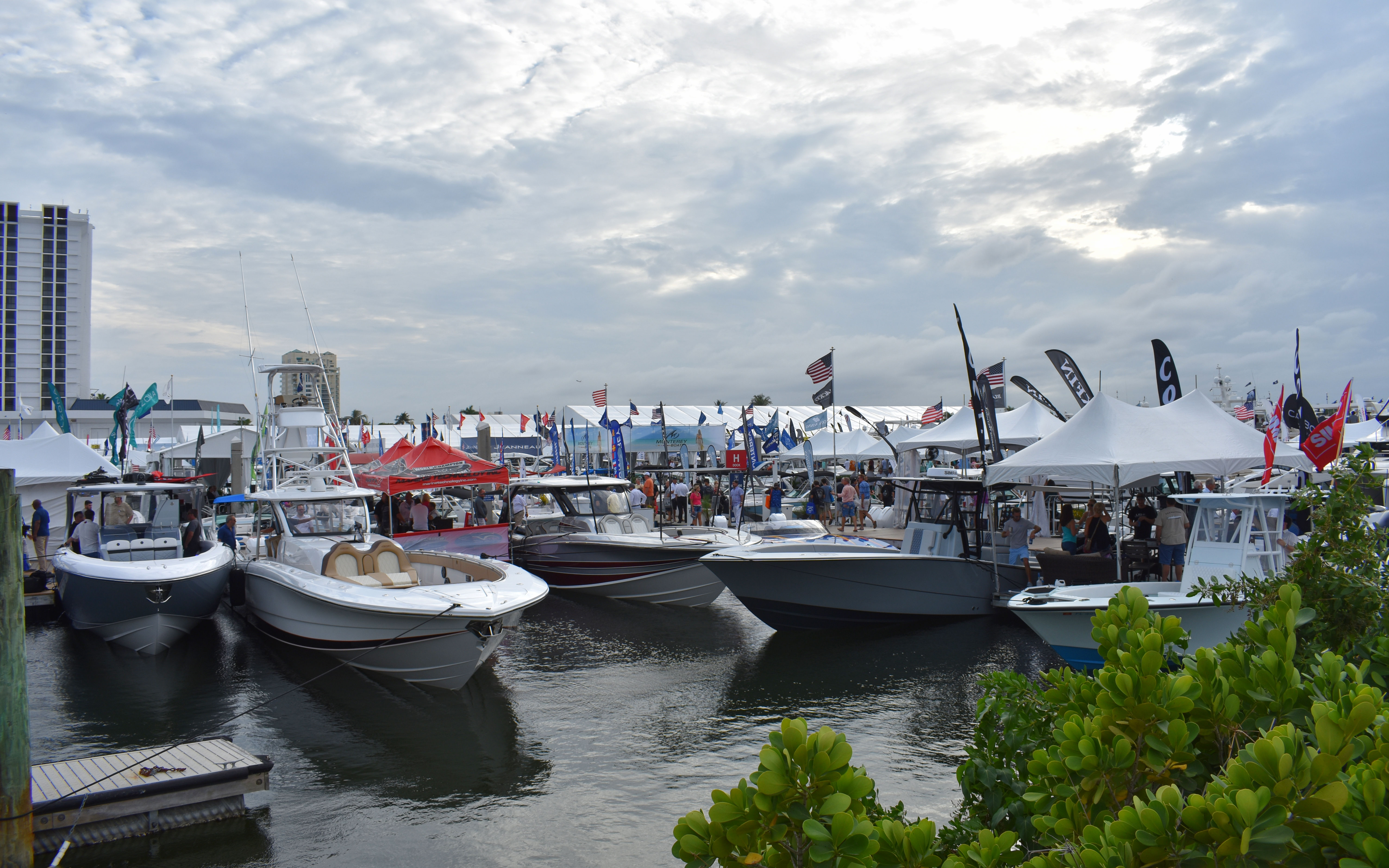
59. coroczne międzynarodowe targi łodzi w Fort Lauderdale.

Fort Lauderdale – miasto w Stanach Zjednoczonych, w południowo-wschodniej części stanu Floryda. Port nad Oceanem Atlantyckim. Jest jednym z centrów obszaru metropolitalnego Miami. Według spisu w 2020 roku liczy 182,8 tys. mieszkańców. Miasto rozwijało się jako ośrodek żeglugowy, handlowy oraz wypoczynkowy. Ponadto w mieście rozwinęło się rybołówstwo.

## Historia
Obszar ten był pierwotnie zamieszkany przez Indian Tequesta, którzy zniknęli, gdy pojawili się pierwsi odnotowani osadnicy około 1788 roku. Zbudowany tutaj podczas wojen seminolskich fort w 1838 roku został nazwany na cześć swojego dowódcy, majora Williama Lauderdale'a. Osada na stałe została zasiedlona dopiero około 1893 roku, a dwa lata później założono miasto. W 1896 roku rozpoczęto budowę linii kolejowej Florida East Coast Railway.
Znajduje się w nim port lotniczy Fort Lauderdale/Hollywood.

## Demografia
Według danych z 2019 roku 63,4% mieszkańców stanowili Biali (47,2% nie licząc Latynosów), 31,1% to Czarni lub Afroamerykanie, 2,0% deklarowało rasę mieszaną, 1,7% to Azjaci, 0,2% to rdzenna ludność Ameryki i 0,2% to Hawajczycy i mieszkańcy innych wysp Pacyfiku. Latynosi stanowili 18,1% ludności miasta.
Poza osobami pochodzenia afroamerykańskiego do największych grup należą osoby pochodzenia irlandzkiego (7,9%), włoskiego (7,9%), haitańskiego (7,6%), „amerykańskiego” (7,4%), niemieckiego (7,2%), angielskiego (6%) i kubańskiego (3,4%). Osoby pochodzenia polskiego stanowiły 1,7% populacji.

## Uczelnie
- Broward College(inne języki) (1959)
- Nova Southeastern University(inne języki) (1964)
- Fort Lauderdale College (1940; obecnie część Everest University)

## Miasta partnerskie
- Agogo, Ghana
- Belo Horizonte, Brazylia
- Cap-Haïtien, Haiti
- Gold Coast, Australia
- Hajfa, Izrael
- Isla Margarita, Wenezuela
- La Romana, Dominikana
- Mar del Plata, Argentyna
- Medellín, Kolumbia
- Muğla, Turcja
- Panama, Panama
- Quepos, Kostaryka
- Rimini, Włochy
- São Sebastião, Brazylia
- Sefton, Wielka Brytania
- Wenecja, Włochy

## Urodzeni w Fort Lauderdale
- Chris Evert (ur. 21 grudnia 1954) – tenisistka
- Sofia Carson (ur. 10 kwietnia 1993) – aktorka i piosenkarka
- Bailee Madison (ur. 15 października 1999) – aktorka i producentka
- Anthony Rizzo (ur. 8 sierpnia 1989) – baseballista
- Amy Dumas (ur. 14 kwietnia 1975) – wrestlerka i piosenkarka
- Nick Bosa(inne języki) (ur. 23 października 1997) – futbolista
- Michael Irvin(inne języki) (ur. 5 marca 1966) – komentator sportowy, dawniej futbolista
- Paige O’Hara (ur. 10 maja 1956) – aktorka i piosenkarka
- Niki Taylor (ur. 6 marca 1975) – modelka i prezenterka telewizyjna
- Tanya Chisholm (ur. 1 lipca 1983) – aktorka i tancerka
- Justin Bartha (ur. 21 lipca 1978) – aktor
- Madonna Wayne Gacy (ur. 6 marca 1964) – muzyk
- L.J. Smith (ur. 4 września 1965) – autorka powieści
- Christie Pearce (ur. 24 czerwca 1975) – piłkarka nożna
- Melanie Amaro(inne języki) (ur. 26 czerwca 1992) – piosenkarka